# Per August Fernström
Per August Fernström, född 20 september 1855 i Kristianstad, död 21 mars 1889 i Helsingfors, var en svensk skulptör.  
Fernström studerade skulptur vid Tekniska skolan och Konstakademien i Stockholm. Han utförde en rad prisbelönta konstindustriella föremål. Hans konst består av byster och porträtt, bland annat utförde han en porträttbyst av skådespelaren August Lindberg. 